# Деревная (Минская область)
Деревна́я, Деревное (бел. Дзераўная) — агрогородок в Столбцовском районе Минской области Беларуси. Административный центр Деревнянского сельсовета. Находится в 35 км от Столбцов, на автодороге Ивенец — Першаи — Несвиж.
Население 1406 человек (2009).

## История

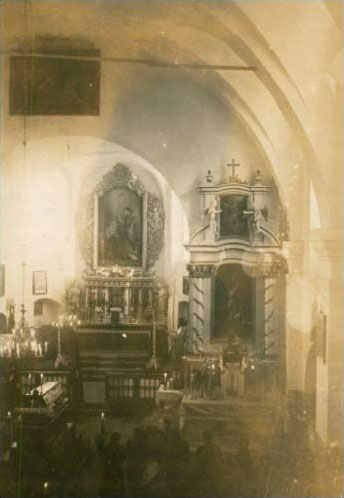
Интерьер костёла, междувоенный снимок

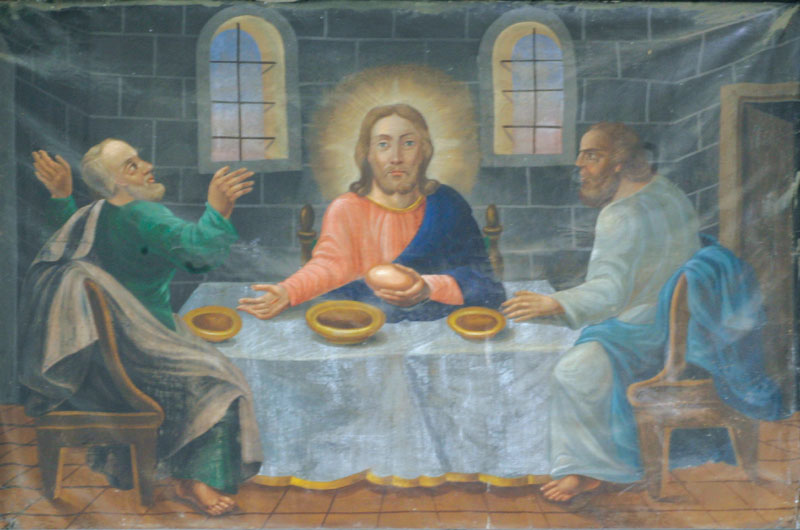
«Иисус с учениками в Эммаусе». XIX век, Деревная

Впервые Деревная упоминается во второй половине XV века как владение каштеляна виленского Семёна Гедигольдовича. С 1451 года имение перешло к его жене Милохне Кезгайловне, около 1485 года — собственность Кезгайлов. В 1525 году Кезгайло основал около имения Деревная одноимённое местечко. 1554 августа 26. "Воеводе Виленскому и маршалку земскому, канцлеру ВКЛ, стар. Берестеискому Миколаю Радивилу жаловал Павел Круковский на Михаила Котовича, о том што ж деи отнял в него дворец Деревну отчизну его". С 1554 года поселением владел Ян Завиша, с 1590-х годов — Радзивиллы. Согласно административно-территориальной реформы 1565—1566 годов местность вошла в состав Минского повета Минского воеводства.
В 1590—1591 годы в Деревной соорудили кальвинский сбор. В 1630-е годы Войцех Селява финансировал костёл, при котором в течение XVII—XVIII веков действовали больница и школа. Состоянием на 1591 год в городке существовали рынок, три улицы, 41 двор, на 1646 год — 71 двор, в 1662 году — 85, в 1725 году — 39, в 1786 году — 49 дворов.
В результате второго раздела Речи Посполитой 1793 года Деревная оказалась в составе Российской империи, в Ошмянском уезде Виленской губернии. В 1870-е годы в городке существовали костёл, часовня, две синагоги, школа, богадельня, винокурня, пять магазинов. Состоянием на 1880 год — 34 двора, постоялый двор, винный и солодильный заводы, часовня, церковный приход, ветряная мельница, трактир. 
По итогам переписи 1897 года здесь насчитывалось 125 дворов, 11 лавок, кожевенный завод, аптека, трактир.
В соответствии с Рижским мирным договором 1921 года Деревная оказалась в составе межвоенной Польской Республики, в Столбцовском повете Новогрудского воеводства.
В 1939 году Деревная вошла в БССР, где 12 октября 1940 года стала центром сельсовета.
Во время боевых действий Великой Отечественной войны и немецкой оккупации поселение пострадало, но в дальнейшем было восстановлено как деревня. Здесь была построена средняя школа (при которой начал работу клуб интернациональной дружбы - участники которого вели переписку со школьниками из Польши, ГДР, ЧССР и других социалистических стран). 
С 8 января 1954 года до 24 декабря 2011 года Деревная находилась в Хатовском сельсовете. В 1971 году здесь было 255 дворов, на 1992 год — 549 дворов.

## Население
- 1880 — 306 человек;
- 1897 — 823 человека;
- 1901 — 457 человек;
- 1971 — 938 человек;
- 1992 — 1723 человека.

## Инфраструктура
В Деревной работают средняя школа, дошкольное учреждение, больница, два дома культуры, две библиотеки, почта.

## Достопримечательности
- Костёл Вознесения Пресвятой Девы Марии (1630-е годы) —  Историко-культурная ценность Республики Беларусь, шифр 612Г000611
- Часовня (XIX век)
- Кладбища: еврейское; католическое

## Галерея

Окрестности Деревной
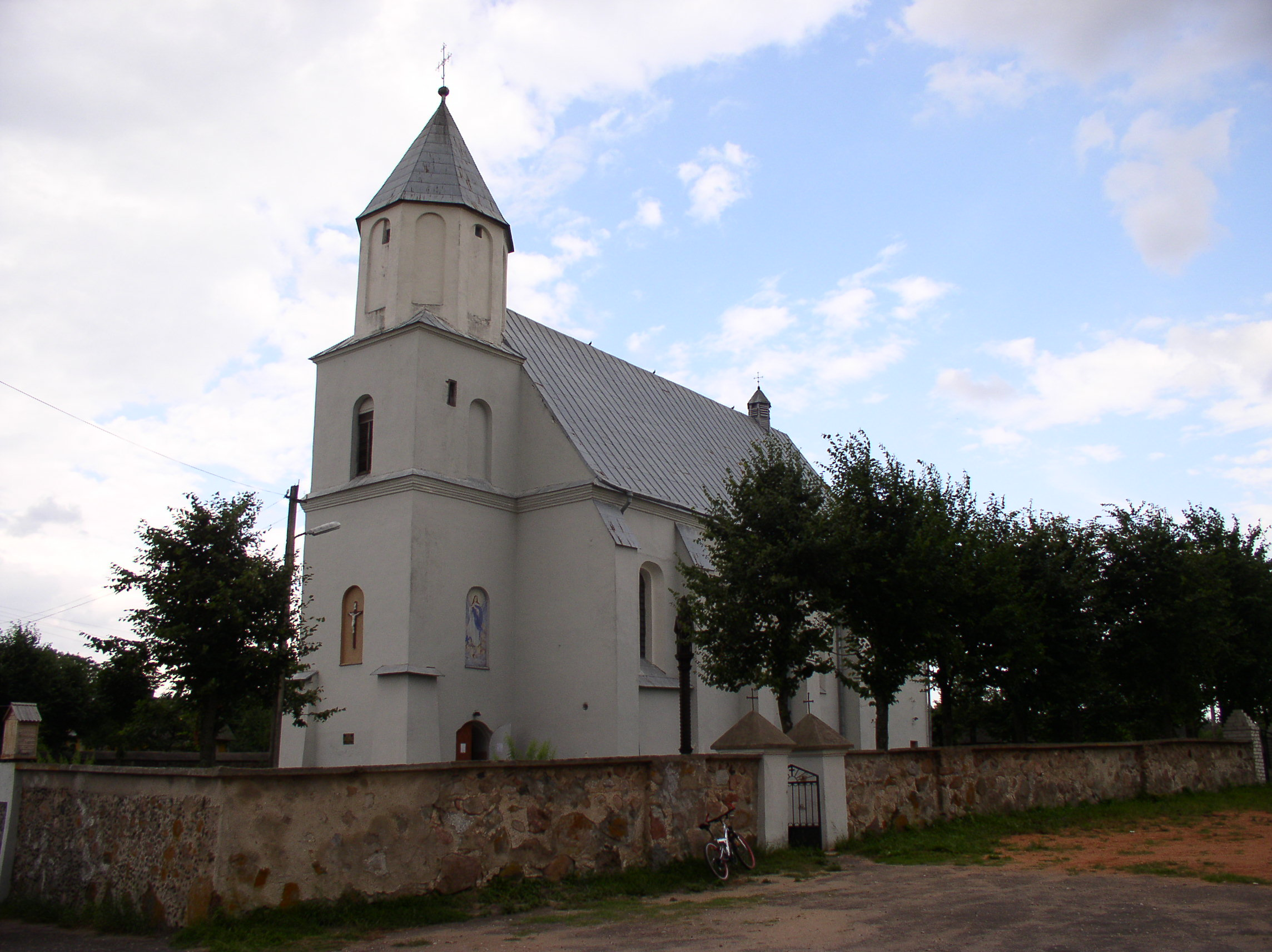
Костёл
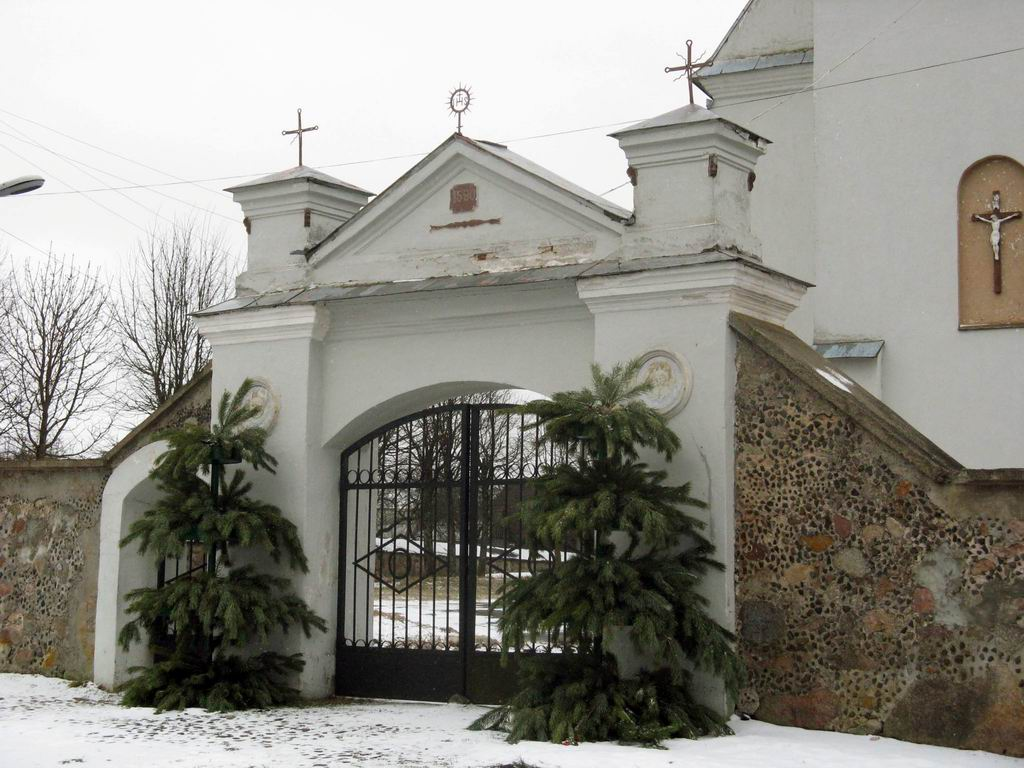
Костёл, ворота
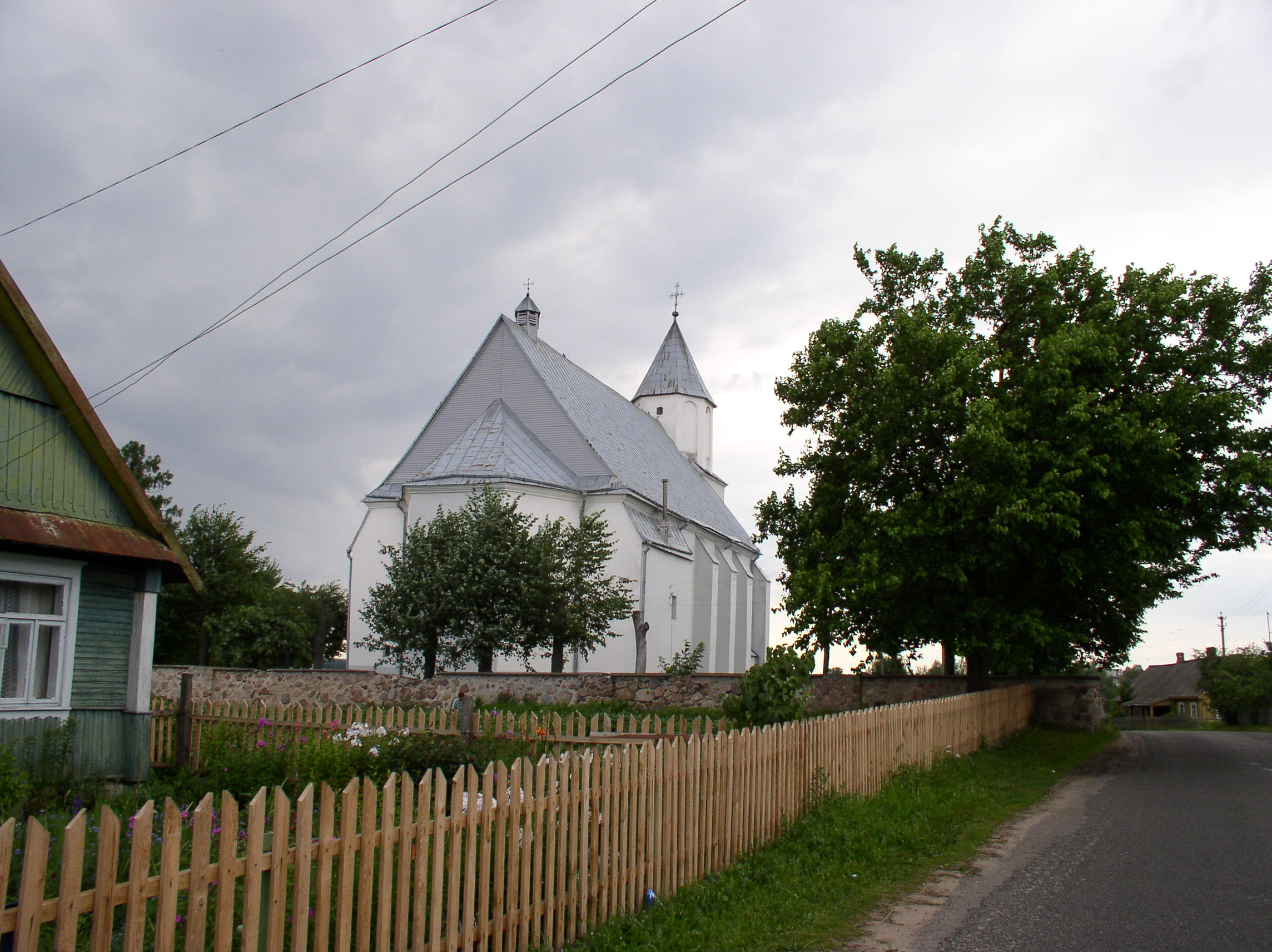
Улица и костёл
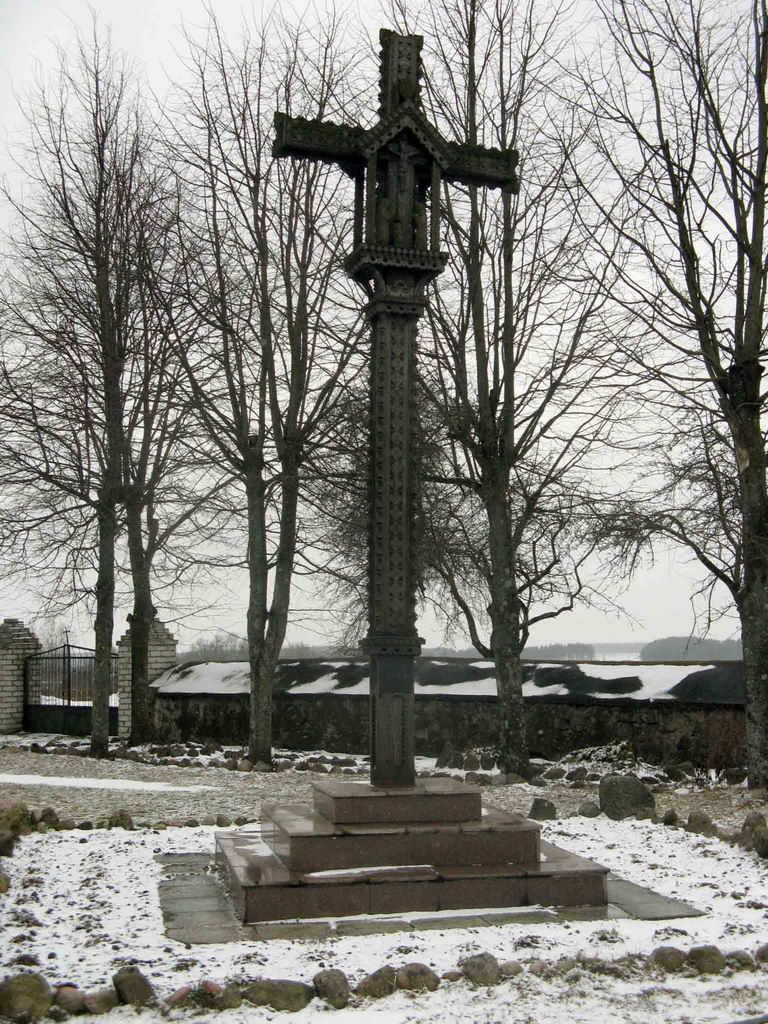
Крест
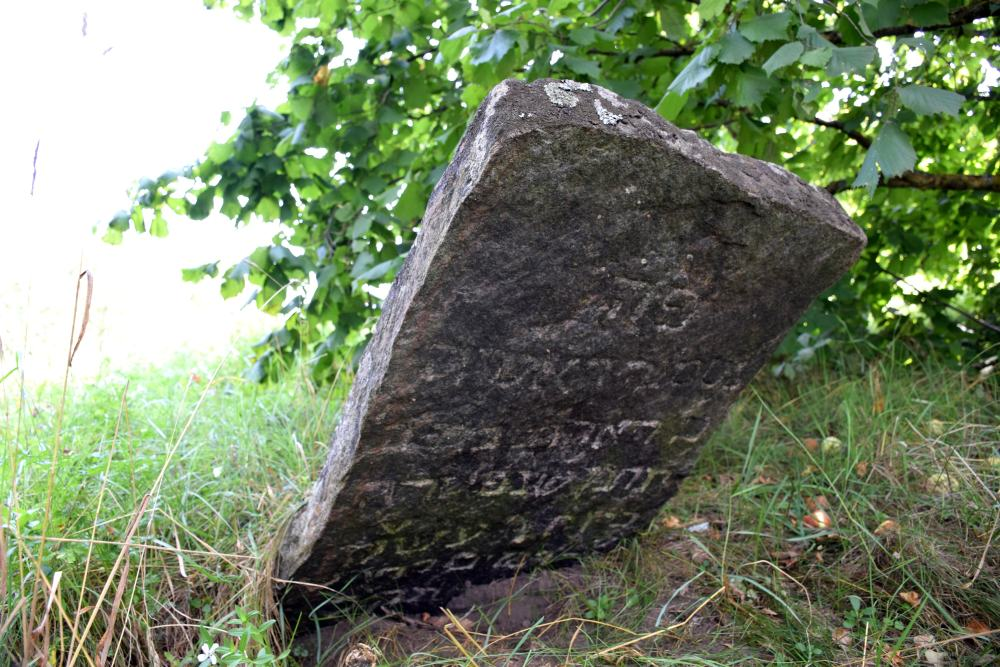
Надгробие на еврейском кладбище